# Fay Bainter

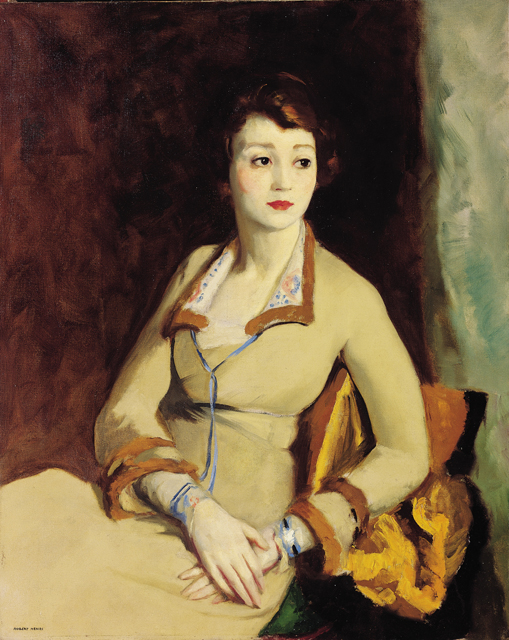
Portret autorstwa Roberta Henri z 1918 roku

Fay Okell Bainter (ur. 7 grudnia 1893 w Los Angeles, zm. 16 kwietnia 1968 roku tamże) – amerykańska aktorka, laureatka Oscara za rolę drugoplanową w filmie Jezebel. Aktorka była również dwukrotnie nominowana do tej nagrody: za rolę w filmach White Banners (1938) i Niewiniątka (1961).

## Życiorys
Urodziła się w Los Angeles, w stanie Kalifornia, jako córka Charlesa F. Baintera i Mary Okell. W 1910 roku rozpoczęła aktorską przygodę występami w trupie objazdowej. Na scenie debiutowała w 1909 roku na Broadwayu w roli Celine Marinter w The Rose of Panama. Występowała w wielu udanych sztukach w Nowym Jorku, takich jak: East is West The Willow Tree i Dodsworth. W 1926 roku wystąpiła z Walterem Abelem w broadwayowskiej produkcji Channinga Pollocka The Enemy.
Wytwórnia MGM namówiła ją do spróbowania gry w filmach, i tak jej debiutanckim filmem był obraz This Side of Heaven (1934), w tym samym roku wystąpiła również w obrazie It Happened One Day.
Aktorka szybko osiągnęła sukces, w 1938 roku została nominowana do Oscara za pierwszoplanową rolę w filmie White Banners (1937), równocześnie otrzymując Oscara dla najlepszej aktorki drugoplanowej za rolę w filmie Jezebel (1938). Od tego czasu tylko dziewięć innych aktorów zdobyło dwie nominacje w ciągu jednego roku. Była ponownie nominowana do Oscara dla najlepszej aktorki drugoplanowej za rolę w Niewiniątkach (1961).
Fay i Reginald Venable pobrali się 8 czerwca 1921 roku w Riverside w Kalifornii. Para miała jednego syna Reginalda Venable'a Jra., który został aktorem. Bainter była ciotką aktorki Dorothy Burgess.
Fay Bainter zmarła w wieku 74 lat na zapalenie płuc w Los Angeles. Aktorka wraz z mężem, byłym oficerem, została pochowana na Narodowym Cmentarzu w Arlington.
Aktorka posiada swoją gwiazdę na Hollywood Walk of Fame przy 7021 Hollywood Boulevard.

## Filmografia
Filmy fabularne
- 1934: This Side of Heaven jako Francene Turner
- 1937: Dziesięć lat życia (Quality Street) jako Susan Throssel
- 1937: The Soldier and the Lady jako matka Strogoffa
- 1937: Make Way for Tomorrow jako Anita Cooper
- 1938: White Banners jako Hannah Parmalee
- 1938: Jezebel jako Ciocia Belle Massey
- 1938: Mother Carey's Chickens jako pani Margaret Carey
- 1938: The Arkansas Traveler jako pani Martha Allen
- 1938: Chwila pokusy (The Shining Hour) jako Hannah Linden
- 1939: Yes, My Darling Daughter jako Annie Murray
- 1939: The Lady and the Mob jako Hattie Leonard
- 1939: Daughters Courageous jako Nancy 'Nan' Masters
- 1939: Our Neighbors - The Carters jako Ellen Carter
- 1940: Młody Edison (Young Tom Edison) jako pani Samuel 'Nancy' Edison
- 1940: Nasze miasto (Our Town) jako pani Gibbs
- 1940: A Bill of Divorcement jako Margaret 'Meg' Fairfield
- 1940: Maryland jako Charlotte Danfield
- 1941: Laski na Broadwayu jako panna 'Jonesy' Jones
- 1942: Kobieta roku (Woman of the Year) jako Ellen Whitcomb
- 1942: Mister Gardenia Jones jako Emmy Jones
- 1942: The War Against Mrs. Hadley jako Stella Hadley
- 1942: Journey for Margaret jako Trudy Strauss
- 1942: Mrs. Wiggs of the Cabbage Patch jako pani Elvira Wiggs
- 1943: Komedia ludzka (The Human Comedy) jako pani Macauley
- 1943: Presenting Lily Mars jako pani Thornway
- 1943: Salute to the Marines jako Jennie Bailey
- 1943: Cry „Havoc” jako kapitan Marsh, szefowa pielęgniarek
- 1944: The Heavenly Body jako Margaret Sibyll
- 1944: Dark Waters jako Ciocia Emily
- 1944: Three Is a Family jako Frances Whittaker
- 1945: State Fair jako Melissa Frake
- 1946: The Kid from Brooklyn jako pani E. Winthrop LeMoyne
- 1946: Wirgińczyk (The Virginian) jako pani Taylor
- 1947: Deep Valley jako Ellie Saul
- 1947: The Secret Life of Walter Mitty jako pani Eunice Mitty
- 1948: Give My Regards to Broadway jako Fay Norwick
- 1948: Czerwcowa narzeczona (June Bride) jako Paula Winthrop
- 1951: Close to My Heart jako pani Morrow
- 1953: The President’s Lady jako pani Donaldson
- 1961: Niewiniątka (The Children's Hour) jako pani Amelia Tilford

Seriale telewizyjne
- 1948-1949: The Ford Theatre Hour
- 1949: The Chevrolet Tele-Theatre
- 1950-1955: Lux Video Theatre jako żona Inkeepera / Pani Grier
- 1950: Danger
- 1951-1953: Schlitz Playhouse
- 1951: Pulitzer Prize Playhouse
- 1952-1955: Robert Montgomery Presents
- 1953: Suspense jako Natalie MacLaird
- 1953: Eye Witness jako narrator
- 1953-1955: Armstrong Circle Theatre
- 1953-1957: Studio One in Hollywood jako pani Morgan
- 1954: Hallmark Hall of Fame
- 1954: The Ford Television Theatre jako pani Allison / Pani Menckin
- 1954: Goodyear Playhouse
- 1954: The Elgin Hour jako babcia
- 1954: The Web
- 1955: Damon Runyon Theater jako Emily Grundy
- 1956: Kraft Theatre
- 1956: Matinee Theatre jako Ruth
- 1960: Adventures in Paradise jako siostra Josephine
- 1960: Thriller jako Geraldine Redfern
- 1962: The Donna Reed Show jako dr Harriet Robey
- 1963: Doktor Kildare (Dr. Kildare) jako Siotra Mike
- 1964: Bob Hope Presents the Chrysler Theatre jako pani Benet
- 1965: The Alfred Hitchcock Hour jako Mary Caulfield

## Nagrody
- Nagroda Akademii Filmowej Najlepsza aktorka drugoplanowa: 1939 Jezebel